# Gertrude Duby-Blom
Gertrude Duby-Blom (Innertkirchen, 7 juli 1901 - San Cristóbal de las Casas, 23 december 1993) was een Zwitsers-Deens-Mexicaanse journaliste, antropologe en milieuactiviste.

## Biografie

### Afkomst en opleiding
Gertrude Duby-Blom was een dochter van Otto Lörtscher, een geestelijke. Na haar schooltijd in Wimmis en Bern studeerde ze van 1917 tot 1919 aan de tuinbouwschool van Niederlenz en van 1921 tot 1923 aan een school voor maatschappelijk werk in Zürich, waar ze haar diploma behaalde. In 1925 huwde ze met de Zwitserse jurist en politicus Kurt Düby en in 1950 huwde ze een tweede maal met de Deense archeoloog Frans Blom. 

### Carrière

#### In Europa
Duby-Blom ging aan de slag als journaliste in de socialistische pers. Van 1926 tot 1929 was ze voorzitster van de vrouwencommissie van de Sociaaldemocratische Partij van Zwitserland (SP/PS). Vanaf 1929 was ze werkzaam in Duitsland, waar ze zich verzette tegen het nationaalsocialisme, eerst namens de Sozialdemokratische Partei Deutschlands (SPD) en daarna bij de Sozialistische Arbeiterpartei Deutschlands (SAP), waarvan ze medeoprichtster was. In 1932 sloot ze zich aan bij de Kommunistische Partei Deutschlands (KPD). Na de machtsovername van de nazi's vluchtte ze in 1933 naar Barcelona. Van 1934 tot 1939 woonde ze in Parijs. Vervolgens leefde ze van 1939 tot 1940 in een interneringskamp in Frankrijk. Daarna emigreerde ze naar Mexico, waar ze zich in 1948 definitief zou vestigen als journaliste.

#### In Mexico
In 1943 ontmoette Duby-Blom er voor het eerst de Mexicaanse stam van de Lacandón, waarvan ze zichzelf de beschermer maakte en waarover ze een uitgebreide fotografische documentatie opstelde. In 1951 richtten zij en haar echtgenoot het wetenschappelijk en cultureel centrum Na Bolom op, die zich zou inzetten voor de cultuur en het leefmilieu in Chiapas. Vanaf de jaren 1960 zette ze zich resoluut in tegen de vernietiging van het tropisch woud. Als auteur van talrijke artikelen en boeken, organiseerde ze ook conferenties en tentoonstellingen in Mexico, de Verenigde Staten en Europa.
In 1971 verwierf ze de Mexicaanse nationaliteit.

## Werken
- (en)  Bearing Witness, 1984.